# Handleyomys
Genre
Handleyomys est un genre de rongeurs dans la tribu des Oryzomyini, au sein de la famille des Cricetidae, que l'on trouve en Amérique du Sud. Il a été décrit pour la première fois en 2002 afin de classer deux espèces vivant dans les Andes en Colombie et qui étaient auparavant placées dans deux groupes différents, Aepeomys et Oryzomys. Plus tard, en 2006, six autres espèces ont été ajoutées dans le genre Oryzomys ; il est possible qu'elles soient placées dans le nouveau genre dans le futur.

## Liste des espèces
Selon Mammal Species of the World (version 3, 2005)  (4 avril 2016)  et ITIS (4 avril 2016):
- Handleyomys fuscatus
- Handleyomys intectus

Selon NCBI (4 avril 2016) :
- Handleyomys alfaroi
- Handleyomys chapmani
- Handleyomys guerrerensis
- Handleyomys intectus
- Handleyomys melanotis
- Handleyomys rostratus
- Handleyomys saturatior